# Nový Kostel
Nový Kostel (németül Neukirchen) község Csehországban a Karlovy Vary-i kerület Chebi járásában. A községhez tartozik Božetín (Fassattengrün), Oldřišská (Ullersgrün), Čižebná (Zweifelsreuth), Smírčí (Krondorf), Svažec (Ehmet), Horka (Berg), Hrzín (Hörsin), Lesná u Nového Kostela (Wallhof), Kopanina (Frauenreuth), Bor u Kopaniny (Haid), Mlýnek (Mühlgrün), Spálená (Brenndorf).

## Története
Első írásos említése 1613-ból származik, templomát ekkor építették. A falu elnevezését is az épülő templom adta, amelynek magyar jelentése új templom. A templomépületet 1776-ban bővítették, de 1845-ben villámcsapás sújtotta és leégett. A hatalmas tűzvészben még a harangja is megolvadt. A templom újjáépítését követően 1884-ben toronyórával is ellátták.
Német lakosságát a második világháború után Németországba toloncolták.

## Népesség
A település népessége az elmúlt években az alábbi módon változott:
| Lakosok száma | 3700 | 3220 | 2916 | 925  | 628  | 538  | 489  | 490  | 493  | 520  |
|               | 1869 | 1890 | 1921 | 1950 | 1980 | 2001 | 2017 | 2019 | 2022 | 2024 |

## Képtár

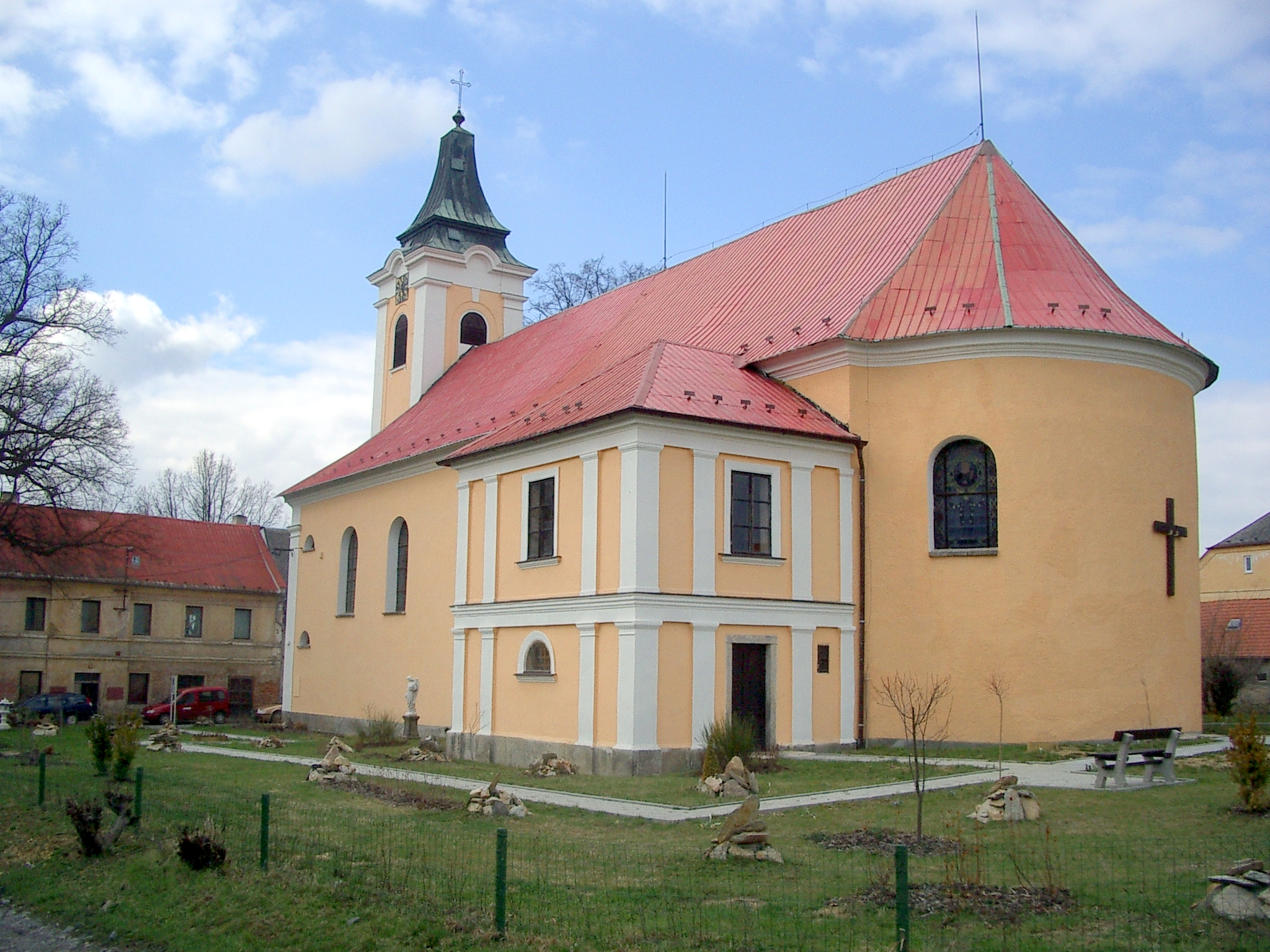
Temploma

## Fordítás
Ez a szócikk részben vagy egészben a Nový Kostel című cseh Wikipédia-szócikk ezen változatának fordításán alapul.  Az eredeti cikk szerkesztőit annak laptörténete sorolja fel. Ez a jelzés csupán a megfogalmazás eredetét és a szerzői jogokat jelzi, nem szolgál a cikkben szereplő információk forrásmegjelöléseként.